# Guerra Qinghai-Tíbet
La Guerra Qinghai-Tíbet o la Guerra Tsinghai-Tíbet fue un conflicto que tuvo lugar durante la Guerra Sino-Tibetana. Una rebelión encabezada por el Dalai Lama con apoyo británico quería ampliar el conflicto original que se desarrollaba entre el ejército tibetano y Liu Wenhui (camarilla de Sichuan) en Xikang, para atacar Qinghai, una región al noreste del Tíbet. Usando una disputa sobre un monasterio en Yushu en Qinghai como excusa en 1932, el ejército tibetano atacó. El general musulmán de Qinghai, Ma Bufang, invadió a los ejércitos tibetanos y recapturó varios condados en la provincia de Xikang, como Shiqu, Dege, de manos tibetanas. La guerra contra el ejército tibetano fue dirigida por el general musulmán Ma Biao, quien logró empujar a los tibetanos a posiiones al otro lado del río Jinsha, arrebatándoles posesiones que habían controlado desde 1919. 
La victoria por parte del ejército de Qinghai amenazó las líneas de suministro a las fuerzas tibetanas en Garze y Xinlong. Como resultado, esta parte del ejército tibetano se vio obligada a retirarse. Ma y Liu advirtieron a los funcionarios tibetanos que no se atrevieran a cruzar el río Jinsha nuevamente. En agosto, los tibetanos perdieron tanto territorio ante las fuerzas de Liu Wenhui y Ma Bufang que el Dalai Lama telegrafió al gobierno británico de la India para pedir ayuda. La presión británica llevó a China a declarar un alto el fuego.  Ma y Liu firmaron treguas separadas con los tibetanos en 1933, poniendo fin a la lucha.

## Historia
En 1931, Ma Biao se convirtió en líder de la Segunda Brigada de Defensa de Yushu, quedando la primera al mando de Ma Xun. Wang Jiamei fue su secretario durante la guerra contra el Tíbet. Ma Biao luchó para defender Surmang contra los atacantes tibetanos del 24 al 26 de marzo de 1932. Las fuerzas invasoras tibetanas superaron masivamente en número a las fuerzas defensoras de Qinghai de Ma Biao. Cai Zuozhen, el jefe tribal local de Buqing, budista tibetano de Qinghai, estaba luchando en el lado de Qinghai contra los invasores tibetanos.
Ante las derrotas iniciales, las fuerzas de Ma se retiraron a la capital del condado de Yushu, Jiegue, mientras que se solicitó ayuda militar al gobierno de la República de China bajo Chiang Kai-shek, quienes enviaron un telégrafo inalámbrico y tratamiento médico.
Ma Xun reforzó Jiegu tras más de 2 meses contra los tibetanos, que mantenían una fuerza de unos 3000 hombres con mala preparación. Ma Lu fue enviado con más refuerzos para ayudar a Ma Biao y Ma Xun junto con La Pingfu, que pasó a encargarse del sitio de Jiegu el 20 de agosto de 1932. Liberados de su carga, los ejércitos de Ma Biao y Ma Xun atacaron a los tibetanos, haciéndoles huir de Yushu tras un ataque a medianoche.
Ma Biao ordenó a Cai, el jefe budista tibetano de Yushu, se destruyera el monasterio tibetano de Gadan que había comenzado la guerra, aunque este no llevó a cabo la orden. Ma confiscó artículos por valor de miles de dólares de plata de los nómadas locales como retribución por ayudar al ejército tibetano invasor. El 24 y 27 de agosto, se produjeron masivos duelos de artillería en Surmang entre los tibetanos y el ejército de Qinghai, y 200 soldados tibetanos murieron en batalla intentando reforzar sus posiciones. El Gran Surmang fue abandonado por los tibetanos cuando fueron atacados por La Pingfu el 2 de septiembre. En Batang, La Pingfu, Ma Biao y Ma Xun se encontraron con los refuerzos de Ma Lu el 20 de septiembre.
Liu Wenhui, el señor de la guerra de Xikang, había llegado a un acuerdo con Ma Bufang y el ejército Qinghai de Ma Lin para atacar a los tibetanos en Xikang. Un ataque conjunto coordinado de Xikang-Qinghai contra el ejército tibetano en el monasterio de Qingke condujo a una retirada tibetana del monasterio y del río Jinsha.
Tras la victoria, la reputación de las fuerzas musulmanas de Ma Bufang y Ma Biao creció notablemente, lo que se incementaría tras sus batallas contra los japoneses, consiguiendo así un lugar como defensores de la identidad territorial de China